# فلافيا بيوفيسان
فلافيا بيوفيسان (مواليد 1968) محامية برازيلية ومفوض حقوق الإنسان. تم انتخابها من قبل منظمة الدول الأمريكية للعمل من 2018 إلى 2021 كمفوض للجنة البلدان الأمريكية لحقوق الإنسان. في عام 2021 كانت النائب الثاني لرئيس لجنة البلدان الأمريكية لحقوق الإنسان كجزء من أول فريق نسائي مكون من الرئيس ونواب الرئيس.